# هواگرد دوباله

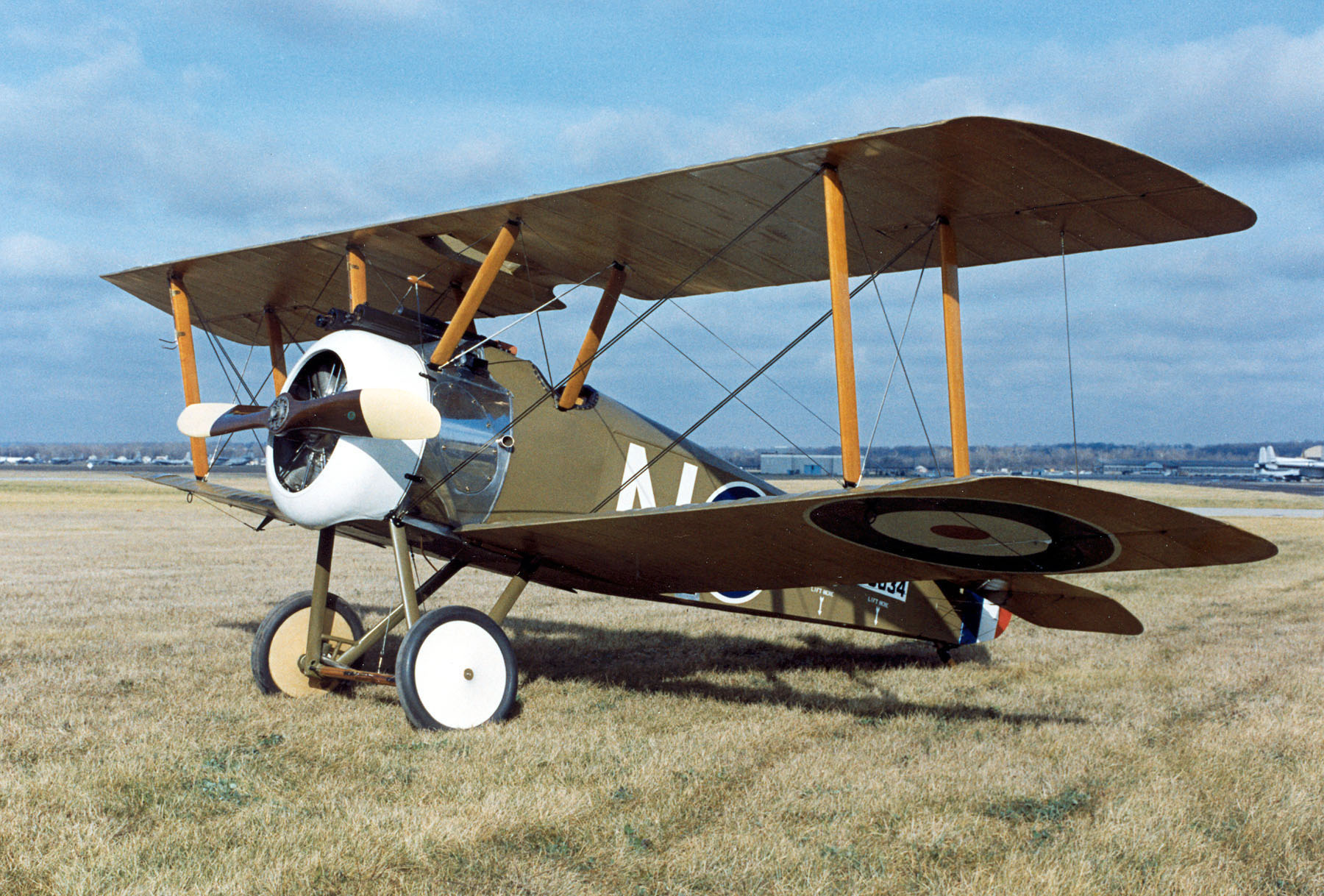
یک هواپیمای دوباله.

هواپیمای دوباله (به انگلیسی: Biplane) یک نوع هواپیمای هواگرد ثابت‌بال است که ۲ بال اصلی دارد که بر روی هم سوار شده اند.
نخستین هواپیمایی که توانست پرواز کند که پرنده رایت (به انگلیسی: Wright Flyer) نام داشت نیز از نوع هواپیمای ۲باله طراحی شده بود.همانند بیشتر هواپیماهای نخستین سالهای هوانوردی بشر.

## نگارخانه

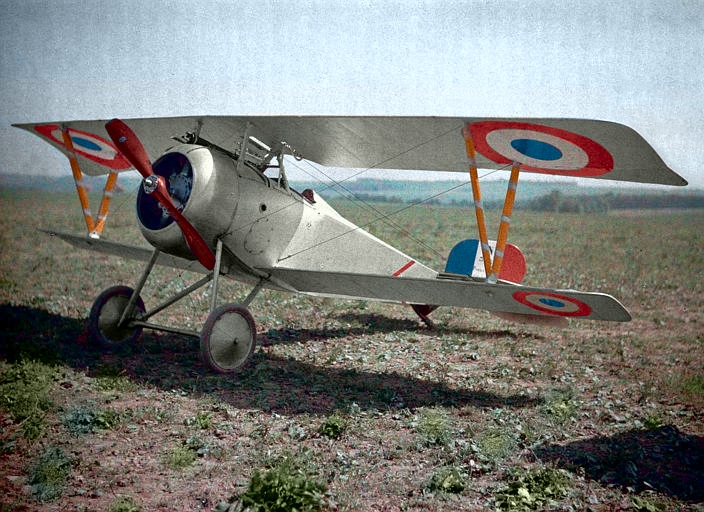
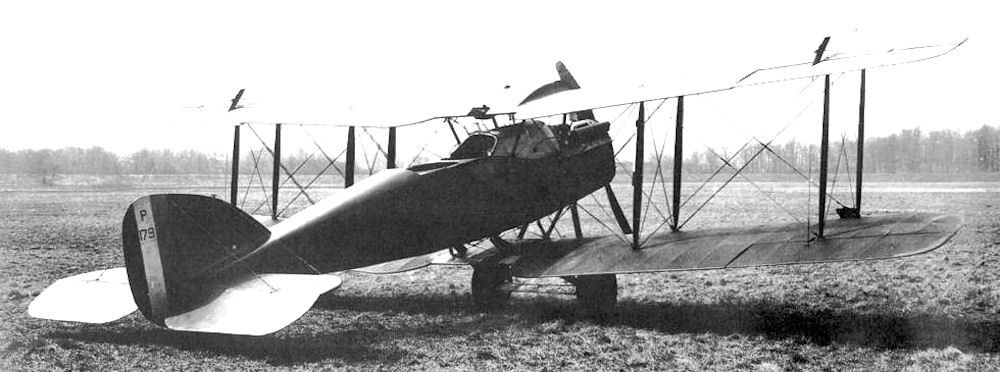
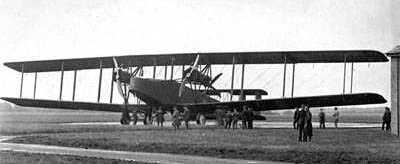